# Charles A. Reich
Charles Alan Reich ( /raɪʃ/; Nueva York, 20 de mayo de 1928–San Francisco, 15 de junio de 2019) fue un académico y escritor estadounidense, conocido popularmente por su obra de 1970 The Greening of America (trad. en español: El reverdecer de América), una oda a la contracultura de los años 60. Los primeros fragmentos del libro aparecieron en The New Yorker, y la abrumadora recepción que logró allí ayudó a que el libro encabezara la lista de los más vendidos de The New York Times.

## Biografía
Reich nació en la ciudad de Nueva York de una familia de médicos. Asistió al City and Country School y al New Lincoln School de su ciudad antes de cursar estudios superiores en el Oberlin College, consiguiendo su grado en letras en 1949. Ya como estudiante de derecho, trabajó como editor jefe del Yale Law Journal durante 1951–1952 y ejerció de secretario para el juez asociado de la Corte Suprema de los Estados Unidos Hugo Black en el período de 1953-1954. Por esta época también mantuvo amistad con el juez asociado William O. Douglas, tal y como este último rememora en su autobiografía. Previamente a su carrera académica trabajó durante seis años como abogado para los bufetes Cravath, Swaine & Moore de Nueva York y Arnold & Porter de Washington D. C.
Reich ejerció como profesor en la Yale Law School de 1960 a 1974. Su artículo "The New Property" influyó en la Corte Suprema para que esta ampliase su concepto de propiedad en el histórico pleito contencioso-administrativo de Goldberg v. Kelly. Tanto Bill Clinton como Hillary Clinton fueron alumnos de Reich cuando este escribía The Greening of America y ambos lo mencionan en sus respectivas biografías. Reich dejó Yale en 1974 y se mudó a San Francisco, aunque continuó ejerciendo de profesor visitante de 1974 a 1976. Volvió como docente a Yale desde 1991 hasta 1994 y también en febrero de 2011. La Yale Law School Association premió a Reich con su Award of Merit en 2008.
Reich era homosexual, hecho que terminó por asumir en San Francisco durante la era de rápidos avances en los derechos de los homosexuales de los años 70. Salió del armario durante esta fase temprana del movimiento moderno por los derechos LGBT, y en su autobiografía detalló su activismo así como todo el proceso de aceptación de su entonces largamente reprimida sexualidad. Algunas décadas más tarde Reich se volvió menos activo en los asuntos LGBT y llegó a manifestar que su deseo de vivir en soledad "puso en evidencia" la irrelevancia de la orientación sexual en su vida.
Reich falleció en San Francisco el 15 de junio de 2019.

## Publicaciones

### Artículos
Reich escribió numerosos artículos. A continuación se presenta una selección:
- 1962: "Bureaucracy and the forests: An occasional paper on the role of the political process in the free society" (Center for the Study of Democratic Institutions)
- 1964: "The New Property" (Yale Law Journal)
- 1965: "Individual Rights and Social Welfare: The Emerging Legal Issues" (Yale Law Journal)
- 1966: "Police Questioning of Law Abiding Citizens" (Yale Law Journal)
- 1987: "The Liberals' Mistake" (adaptación de la conferencia del Consejo de universidades en la Universidad de California en Santa Bárbara)
- 1990: "Symposium: The Legacy of Goldberg v. Kelly: A Twenty Year Perspective: Beyond the New Property: An Ecological View of Due Process" (Brooklyn Law Review)

### Libros
Reich también es autor y coautor de varios libros. A continuación se muestra una lista parcial:
- 1970: The Greening of America: How the Youth Revolution is Trying to Make America Livable (ed. en español: El reverdecer de América: Sobre la revolución juvenil que intenta hacer de América un lugar habitable, Buenos Aires, 1971)
- 1972: Garcia: A Signpost to New Space (coautor junto a Jerry Garcia y Jann Wenner, Straight Arrow Press; reedición: Da Capo Press, 2003)
- 1976: The Sorcerer of Bolinas Reef (autobiografía)
- 1995: Opposing the System